# Paris (Kentucky)
Paris ist eine Stadt im Bundesstaat Kentucky in den Vereinigten Staaten und der Verwaltungssitz (County Seat) des Bourbon County. Entsprechend der Volkszählung im Jahr 2020 hatte die Stadt 10.171 Einwohner.

## Geschichte
Joseph Houston siedelte 1776 eine Station in der Gegend an, war aber aufgrund früherer Landzuteilungen gezwungen, seinen Standort zu verlegen. 1786 kaufte Lawrence Protzman das Gebiet des heutigen Paris von den Eigentümern, plante 250 Acres (100 ha) für eine Stadt und bot Land für öffentliche Gebäude im Austausch dafür an, dass die Legislative von Virginia die Siedlung zum Sitz des neu gegründeten Bourbon County machte. 1789 wurde die Stadt formell als Hopewell gegründet, nach Hopewell, New Jersey, seiner Heimatstadt. Im Jahr darauf wurde die Stadt nach der französischen Hauptstadt Paris umbenannt, um sie dem County anzupassen und die französische Unterstützung während der Amerikanischen Revolution zu ehren.

## Demografie
Nach der Volkszählung von 2020 leben in Paris 10.171 Menschen. Die Bevölkerung teilte sich 2019 auf in 84,8 % Weiße, 13,1 % Afroamerikaner, 1,3 % Asiaten und 0,3 % mit zwei oder mehr Ethnizitäten. Hispanics oder Latinos aller Ethnien machten 2,2 % der Bevölkerung aus. Das mittlere Haushaltseinkommen lag bei 42.550 US-Dollar und die Armutsquote bei 20,3 %.

## Partnerstädte
- Lamotte-Beuvron, Frankreich

## Persönlichkeiten
- Temple Ashbrook (1896–1976), Segler
- John Baylor (1822–1894), Politiker und Offizier
- George Williams Cassidy (1836–1892), Politiker
- Bill Coleman (1904–1981), Jazztrompeter
- Frank Croxton (1877–1949), Sänger
- Joseph Duncan (1794–1844), Politiker
- William Lee D. Ewing (1795–1846), Politiker
- Jim Kelly (1946–2013), Schauspieler